# Platja Utah
Utah Beach fou una de les principals platges del Desembarcament de Normandia el 6 de juny de 1944 i la que estava més a l'oest. Situada a la costa nord-est de Cotentin (Departament de la Manche) era part del sector de desembarcament americà.
De totes les platges del desembarcament, Utah beach fou la que costà menys baixes i la que va assolir un nombre més gran d'objectius inicials planejats pels aliats.

## Situació

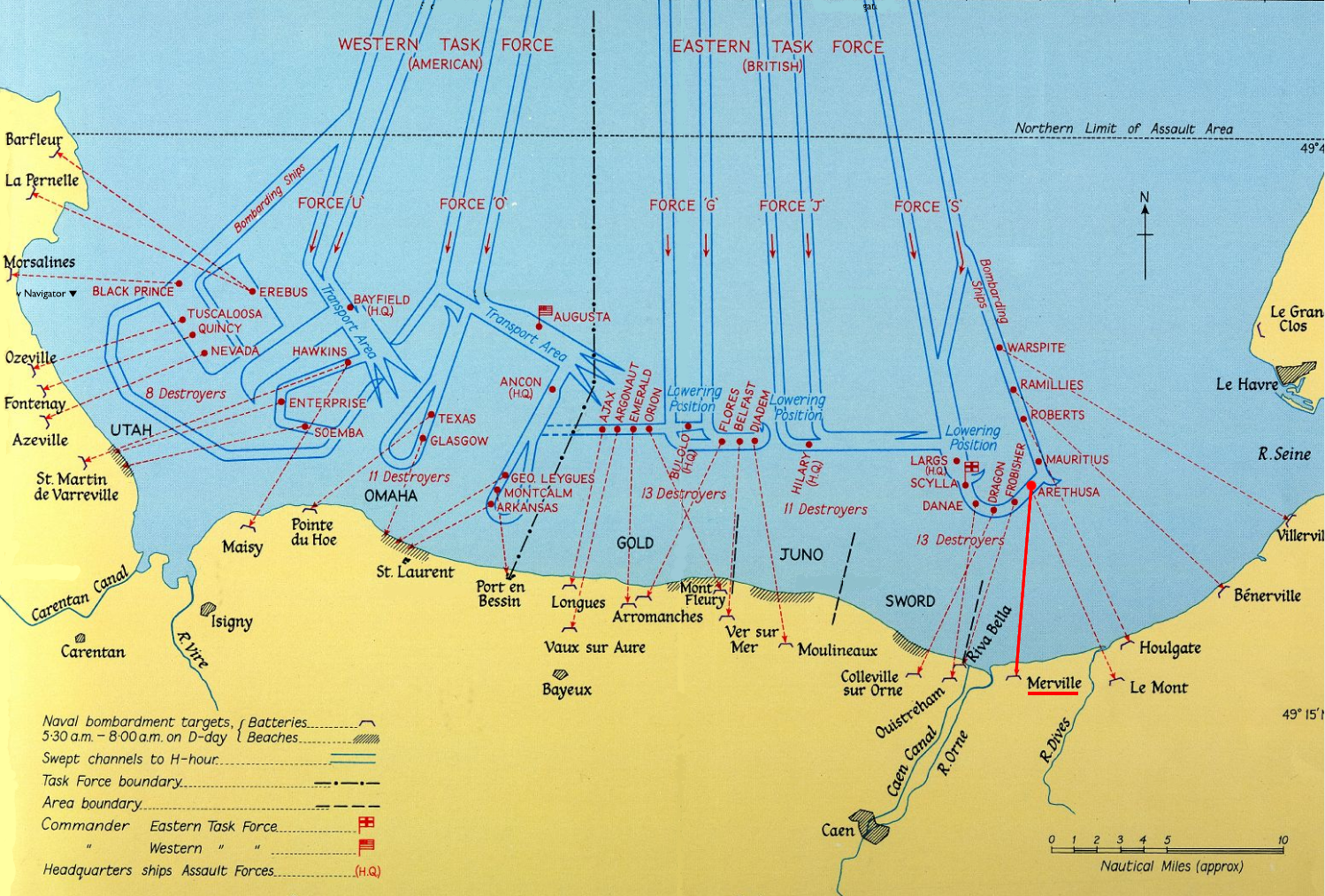
Les platges del desembarcament

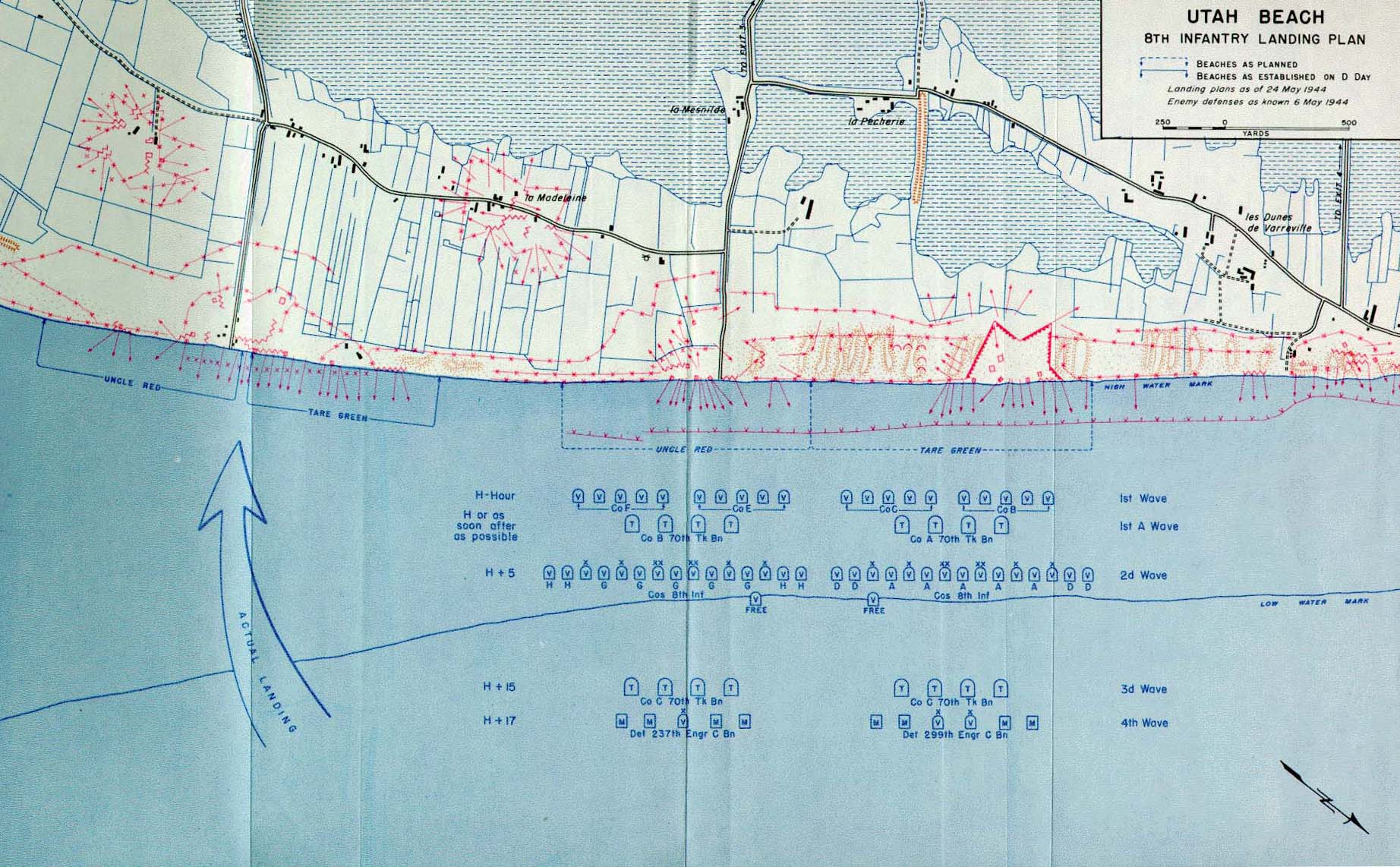
Plans inicials del desembarcament

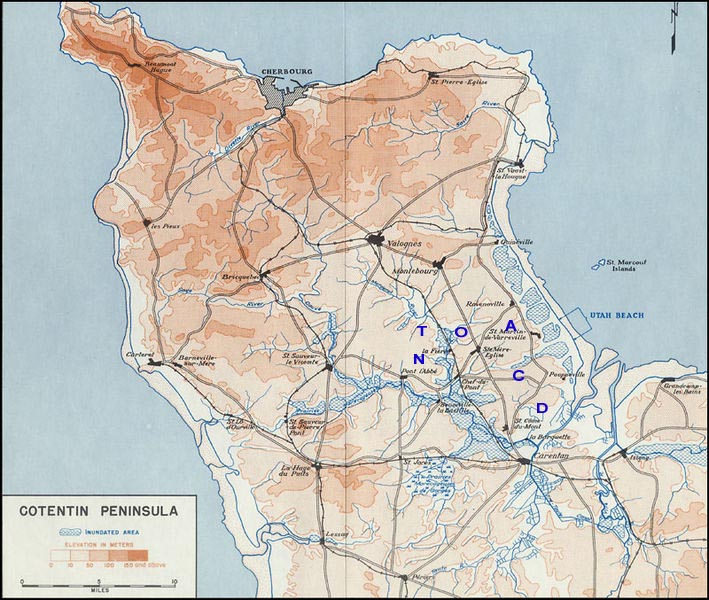
Utah Beach, zones on es preveia portar tropes areotransportades i zones inundables

La part est de Cotentin, al límit dels Departament de Manche i Calvados, és una zona de terres baixes i humides, subjectes a les inundacions regulars durant l'hivern. En el litoral, s'hi troben platges de sorra limitades per un cordó de dunes que les separen dels marjals que se superen a través de camins elevats. Els alemanys havien mantingut les zones inundables per dificultar el desembarcament.
Aquesta platja, particularment propícia a un assalt amfibi, va veure les seves defenses reforçades després que Erwin Rommel va detectar nombrosos punts febles en el dispositiu defensiu alemany en el transcurs de les seves visites d'inspecció. D'aquesta manera les dunes entre la Bahia de Veys i Saint-Vasst-la-Hougue es van omplir de nius de metralladores i sobre els turons del rerepaís s'hi van situar bateries pesants d'on cal destacar la Batteria d'Azeville, Crisbecq, Morsalines i La Pernelle. Amb tot, aquesta zona va restar menys fortificada que d'altres, ja que la costa normanda feia que els alemanys pensessin que els marjals i les zones inundables farien difícil l'accés a l'interior.
Inicialment, els aliats no havien pas previst desembarcar a les costes del Cotentin. La proximitat del port de Cherbourg i la necessitat de disposar d'una solució de resposta en el cas que la situació a les platges de Calvados no anés bé, van fer decidir al comandament aliat amb Dwight Eisenhower i Bernard Montgomery al capdavant, d'ajuntar una cinquena platja. Com que hi havia vaixells de desembarcament de sobres es va poder realitzar aquest desembarcament suplementari.
L'indret triat va rebre el nom de Utah Beach que s'estén de Sainte-Marie-du-Mont fins a Quinéville, amb una zona d'assalt d'uns dos quilòmetres al voltant de Vareville. Per tal que la platja no fos un cul de sac entre els marjals i el mar es va decidir de llançar dues divisions de paracaigudistes, la 82a divisió aerotransportada nord-americana i la 101 divisió aerotransportada nord-americana que havien de fixar un punt a Sainte-Mère-Église i cap de pont per controlar algunes rutes d'accés a les platges. També havien de prendre el control de la carretera nacional 13 que uneix París amb Cherbourg via Caen, que tenia gran importància estratègica, de tal manera s'evitava el moviment de tropes o contraatacs enemics per aquesta via i així trencar l'enllaç amb la fortalesa de Cherbourg. En aquest mateix objectiu havien de controlar la via de ferrocarril que uneix Caen i Cherbourg i els ponts sobre el Douve i el control del canal de Carentan al mar. L'assalt aerotransportat va portar el nom d'operació Albany i Boston.
Fou la 4a divisió d'infanteria nord-americana del general Barton, que formava part del VII cos comandat pel general J. Lawton Collins, l'encarregat de prendre a l'assalt Utah Beach. La primera onada de l'assalt va ser portat pel brigadier Theodore Roosevelt Junior, net-nebot del president en exercici Franklin Delano Roosevelt, fill de l'antic president Theodore Roosevelt i l'únic general que va acompanyar un assalt. Aquest desembarcament va rebre el suport del foc del grup de bombardeig de l'almirall M. L. Deyo i d'una pantalla de fum llançada per l'esquadró 342, grup de Lorena de les forces aèries franceses lliures. Amb tot, foren els més de 865 navilis de la força U de comboi, de protecció i d'ajut a les tripes de terres les que foren implicades al desembarcament a Utah Beach.

## Operacions

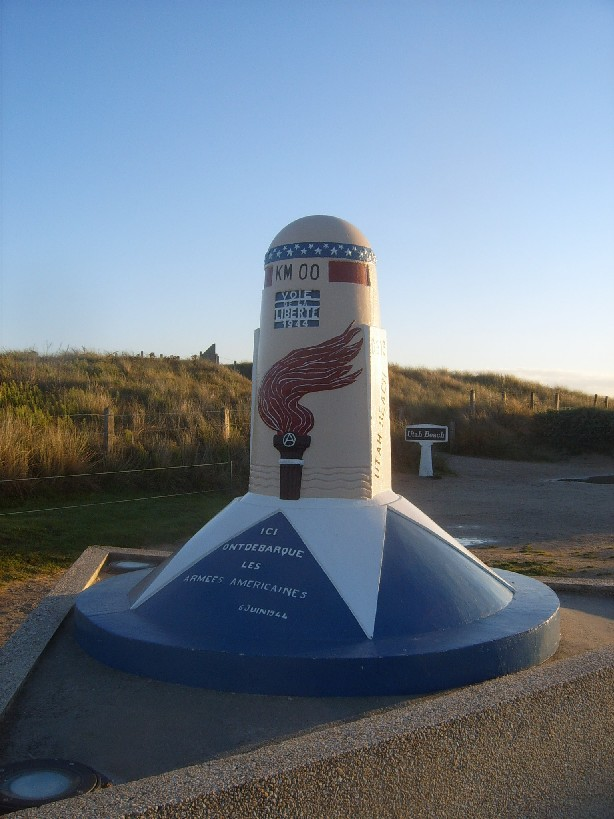
Fita de la via de la Llibertat a l'alba a Utah Beach

Fou a les 6h 30 del 6 de juny, després d'una intensa preparació d'artilleria i d'un bombardeig aeri que va caure sobre les posicions alemanyes que la 4a divisió d'infanteria US va ser desembarcada. Dos esquadrons de carros DD amfibis van ser posats a l'aigua a 3 km de la riba i van arribar a la platja gràcies a les dues hèlices i una faldilla de cautxú. Es van apropar en dues onades d'assalt, 12 carros en la primera i 16 en la segona, de la platja on havien de començar a disparar sobre les posicions alemanyes abans que haguessin pogut refer-se dels bombardejos.
A causa d'un error de navegació les primeres onades de l'assalt van prendre peu uns 2 km al sud de l'indret previst. Sortós error per als aliats, ja que les defenses alemanyes estaven aquí més assequibles. Al principi del desembarcament de la divisió d'infanteria americana els trets alemanys van ser molts però poc precisos. A poc a poc els punts de metralladores alemanyes van ser neutralitzades i a partir d'aquí només van quedar trets aleatoris dels canons de la 709 divisió d'infanteria alemanya que estaven enterrats i que l'armada aliada va neutralitzar progressivament.
La platja va estar en mans dels aliats ràpidament. La marea es va retirar i va descobrir les defenses de les platges que en menys d'una hora des del desembarcament van començar a caure. 2 hores més tard el mur anticarros va ser dinamitat en diferents llocs i els tancs van poder començar la progressió cap a l'interior. Al principi del migdia es van trobar els paracaigudistes amb les tropes desembarcades a Pouppeville.
Durant el 6 de juny la 4a divisió només va tenir 200 homes de baixa.

## Raons de l'èxit
Comparativament a la propera Omaha Beach, Utah Beach va tenir èxit gràcies a:
- Menys fortificacions alemanyes comparades amb altres platges. La defensa s'establí al cordó litoral aïllat per les zones inundables del rerepaís.
- Un bombardeig abans de l'assalt eficaç: molts dels búnquers estaven identificats, com la bateria costanera de Saint-Martin-de-Varreville que van ser destruïts amb bombarders mitjans com els Martin B-26.
- Els tancs DD: 28 dels 32 tancs amfibis van arribar a la platja perquè van ser llançats a l'aigua dues vegades més a prop que a la platja Omaha i van ser capaços de trampejar millor els corrents marins.
- L'error de la zona de desembarcament, que fou més al sud del que estava previst i van tenir menys fortificacions.
- Els paracaigudistes ja combatien a l'interior abans de l'inici del desembarcament. 5 hores abans de la primera onada d'assalt, les tropes paracaigudistes, que eren 13.000 homes, ja combatien a les platges i eliminaven els enemics de la sortida de les platges. Van crear gran confusió en els alemanys i van evitar qualsevol contraatac efectiu.

Tot i aquest èxit s'ha de relativitzar per les dures baixes de les divisions aerotransportades en els dies que van seguir.

## Logística
En les 12 primeres hores foren 23.250 homes, 1.700 vehicles de combat i 1.695 tones de provisions varen ser desembarcades en aquesta platja.

## Cançó de Utah Beach
El 12 de juny de 1994 la vila de Carentan va produir un gran espectacle titulat "Carentan, la memòria del cel" per commemorar l'alliberament per les tropes aerotransportades. La cançó Utah Beach va ser composta per Daniel Bourdelès.
Utah Beach

Vagues en dentelle sur son dos découvert

la plage est douce et sans blessures

tirant sur elle les rouleaux de la mer

comme on remonte une couverture

Ils ne prendront pas froid

nos souvenirs

naissent et meurent les rois

à l'avenir

Des ballons blancs rebondissent légers

poussés par les rires d'enfants

Ce sont des chants infiniment de paix

dans ce monde de guet-apens

Utah Beach en couleurs

c'est presque beau

même avec sa douleur

à fleur de peau

Les longs frissons des anciens requiem

ondulent toujours sur la plage

Les algues font des rêves de chrysanthèmes

sur le marbre des coquillages

Viennent quelques ladies

en pèlerinage

entre Sainte-Mère-Eglise

et les nuages